# Kopaniec (województwo dolnośląskie)
Kopaniec (niem. Seiffershau) – wieś w Polsce położona w województwie dolnośląskim, w powiecie karkonoskim, w gminie Stara Kamienica.

## Podział administracyjny
| SIMC    | Nazwa       | Rodzaj    |
| ------- | ----------- | --------- |
| 0192376 | Międzylesie | część wsi |

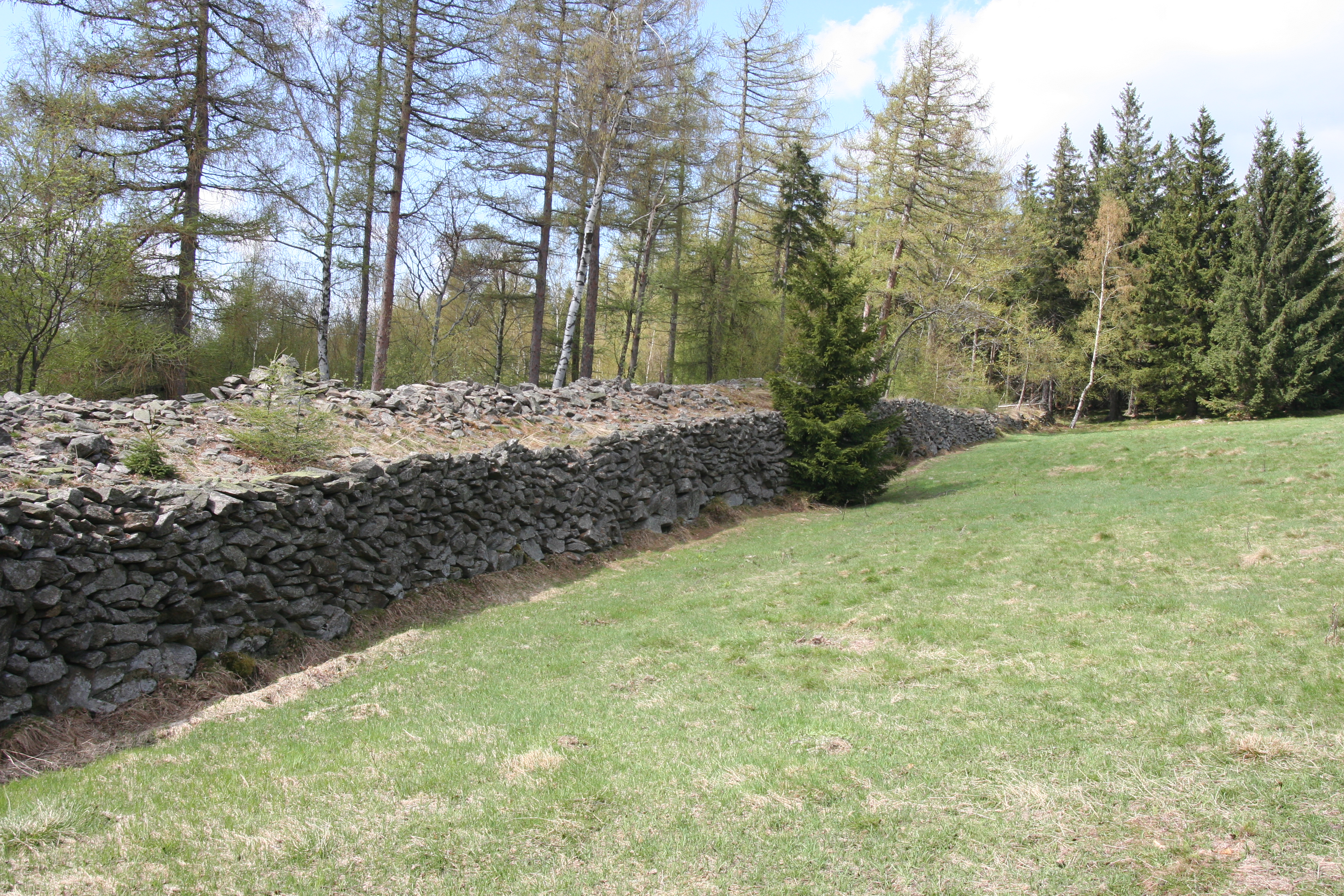
Fragment wałów kamiennych w górnej części Kopańca

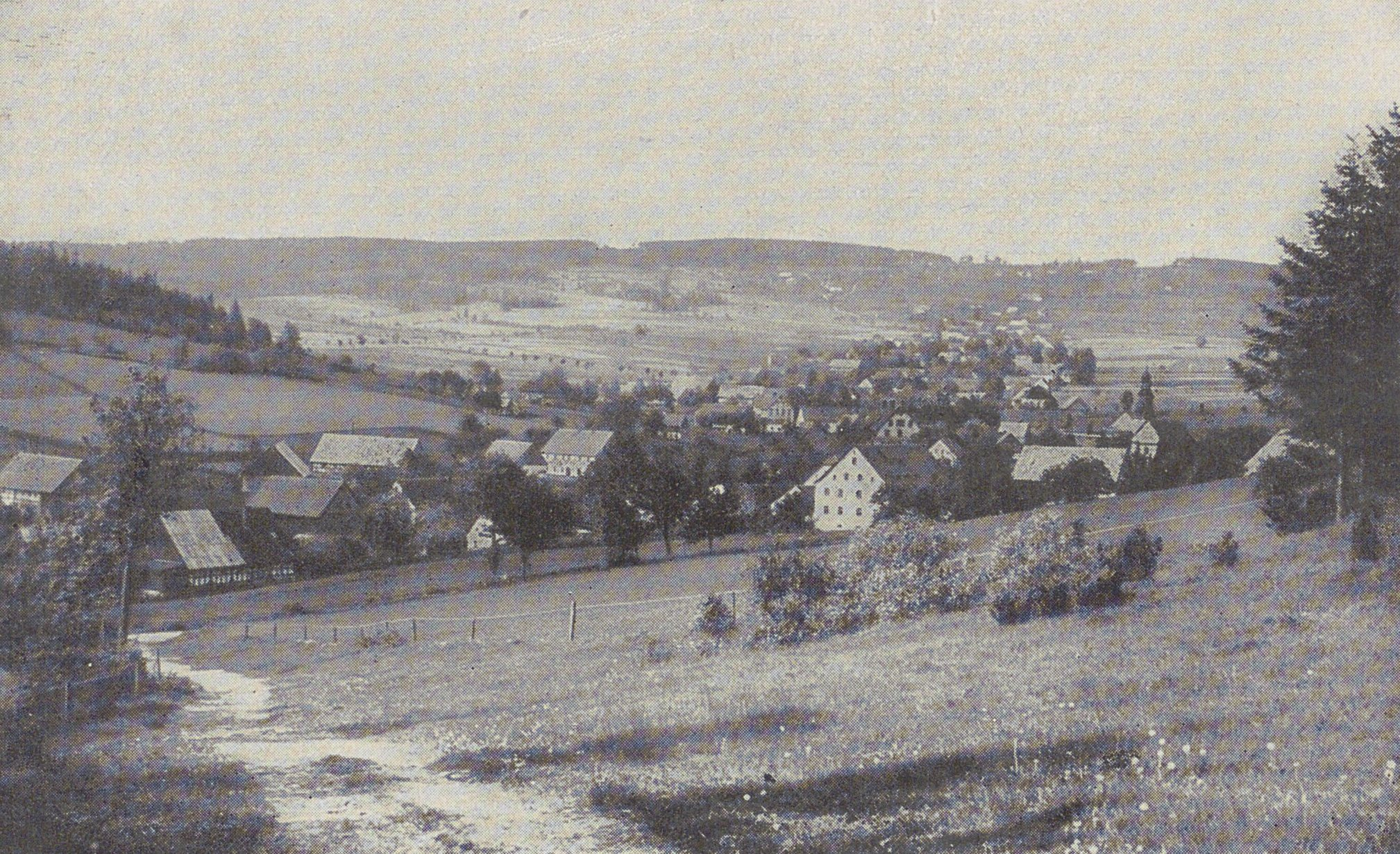
Panorama miejscowości (po 1920)

W latach 1954–1959 wieś należała i była siedzibą władz gromady Kopaniec, po jej zniesieniu w gromadzie Stara Kamienica. W latach 1975–1998 miejscowość administracyjnie należała do województwa jeleniogórskiego.

## Atrakcje turystyczne
W pobliżu znajduje się tzw. Sowi Kamień – gnejsowa skałka na zachodnim zboczu Ciemniaka, na wysokości około 670 m n.p.m. Z jej szczytu rozciąga się panorama górnego Kopańca, z górami Kowalówką i Tłoczyną w tle.

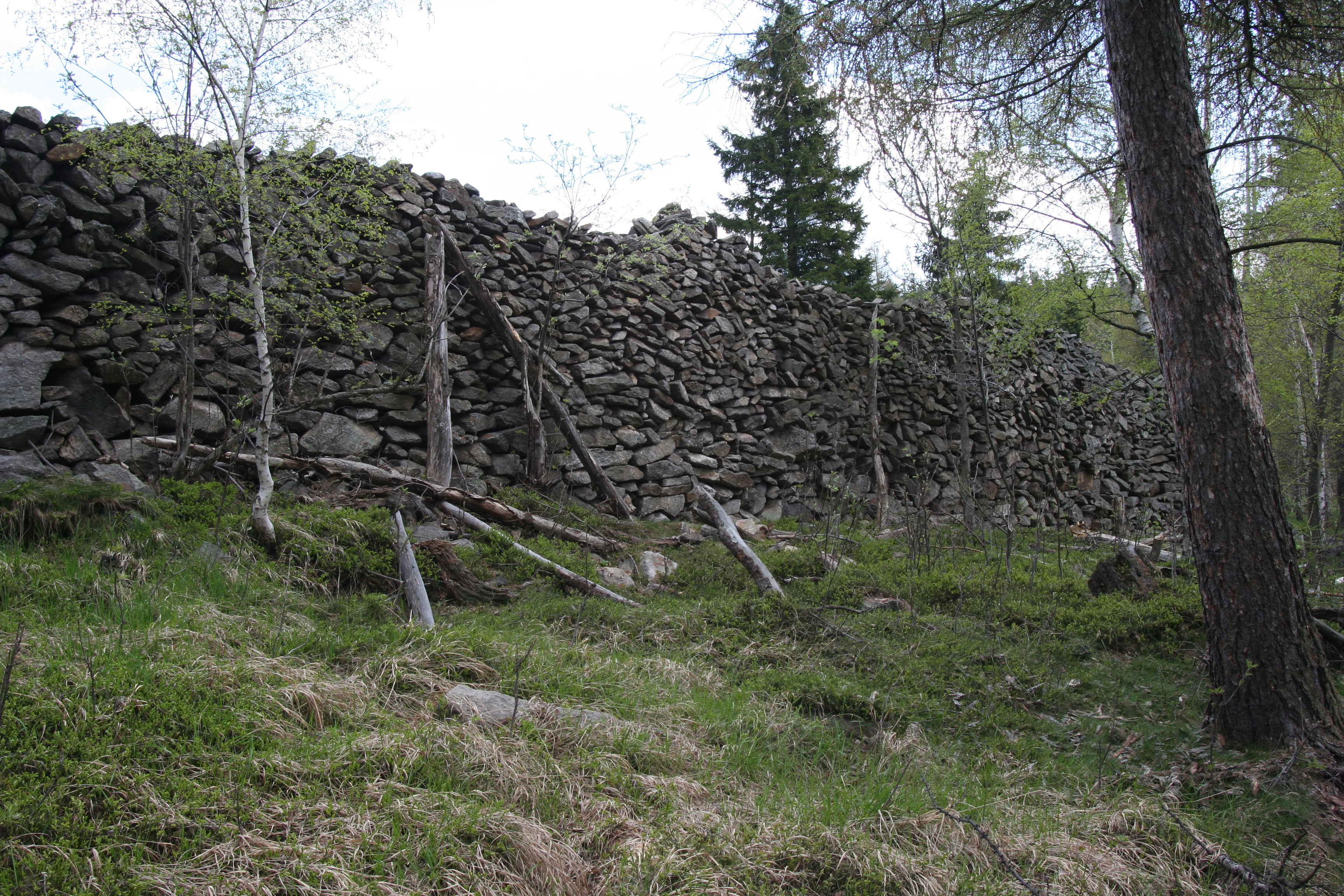
Inny fragment wałów kamiennych w górnej części wioski

## Nazwy historyczne
- 1343 Borau, Syfridshau
- 1747 Seiffershau
- 1945 Zalesie
- 1946 Kopaniec[6]

## Zabytki
Do wojewódzkiego rejestru zabytków wpisane są obiekty:
- kościół pw. św. Antoniego Padewskiego, z XVI-XVIII w.
- kaplica grobowa J.S. Brauna, z 1769 r.
- ogrodzenie